# Hohhot
Hohhot (kinesisk: 呼和浩特; pinyin: Hūhéhàotè; mongolsk: Хөх хот), er en kinesisk storby, som er hovedby i den autonome region Indre Mongoliet i det nordlige Kina. Befolkningstallet inden for bygrænsen anslås til 763.000 (2004), men hele storbyområdet har ca. 2 mio. indbyggere. 
Navnet Hohhot betyder "den blå by" på mongolsk. Byen blev grundlagt i 1581 af mongolske Altan Khan (1507-1582), en efterkommer i 17. generation til Djengis Khan.
Hohhot er et vigtigt trafikknudepunkt. Jernbanelinjerne Beijing-Baotou, Hohhot-Taiyuan og Hohhot-Lanzhou knyttes sammen i denne by, som også har lufthavn med indenrigs- og udenrigsflyvninger. 
Hohhot ligger i et område, der er rigt på naturresurser som kul, grafit, marmor, bentonit, kaolin, bly og zink. I nærheden findes også frugtbare landbrugsområder.
40°49′N 111°39′Ø / 40.817°N 111.650°Ø